# Mats Åberg
Mats Göran Axel Åberg (* 14. Juli 1943 in Pajala/Norrbottens län) ist ein schwedischer Kirchenmusiker, Musikpädagoge und Organist. Ein Schwerpunkt seiner Tätigkeit liegt auf barocker Orgelmusik.

## Leben
Mats Åbergs Eltern sind Kuno Åberg und Gunborg Lundström. Der Organist Lars Åberg (* 1948) ist sein Bruder. Mats Åberg studierte an der Kungliga Musikhögskolan i Stockholm. Seine Lehrer waren Olle Scherwin (1925–2000) und Alf Linder (1907–1983). Nach dem Erwerb des Diploms 1969 studierte er in den Niederlanden und Italien weiter.
Von 1970 bis 1971 war er Kirchenmusiker an der Hjorthagenskirche in Stockholm, von 1971 bis 1975 an der Kirche von Eksjö und von 1975 bis 2003 an der Kristinenkirche in Falun. Hier hatte er die Möglichkeit, seine Ideen beim Bau einer neuen Orgel einzubringen. Er leitete in Falun diverse Chöre und Instrumentalensembles und rief die „Internationale Orgelakademie Falun“ ins Leben, die jährlich von 1983 bis 1993 stattfand. Von 1969 bis 1972 war er Orgeldozent in der Kantorenausbildung, und zwischen 1978 und 2005 unterrichtete er am Konservatorium in Falun.
Von 1984 bis 1988 unterrichtete er an der Musikhochschule in Göteborg und von 1989 bis 2008 unterrichtete er Orgelspiel und Orgelmethodik an der Königlichen Musikhochschule Stockholm.

## Werke (Auswahl)

### Vokalwerke
- Vem visar väg [„Wer zeigt den Weg“], irisches Volkslied, für gemischten Chor a cappella, Text: Eva Norberg, arrangiert für gemischten Chor von Mats Åberg, publiziert bei Bo Ejeby, 1989 OCLC 185858529
- Välkommen, o Jesu. Schwedische Weihnachtslieder, für gemischten Chor a cappella, Wessman, 1989 OCLC 1016189452
- Jag nu den pärlan funnit har, für vierstimmigen gemischten Chor a cappella, Cantorgi, Göteborg, 1996 OCLC 294884070
- En visa om dopet, Text: Eva Norberg, für vierstimmigen gemischten Chor mit Orgel- oder Klavierbegleitung, Verbum, Stockholm, 1999 OCLC 938589297
- Gud Fader har skapat mig, Text: Eva Norberg. Das Lied wurde 2003 als Nr. 724 in das Schwedische Kirchengesangbuch Verbums psalmbokstillägg aufgenommen, Wessman, Slite, 1996 OCLC 186715464
- O vad glädje ifrån Gud für vierstimmigen gemischten Chor a cappella, Cantorgi, Göteborg, 2008 OCLC 294884070

### Lehrwerke
- mit Anders Bondeman und Lars Hernqvist: Orgelimprovisation, Verbum, Stockholm 1977 OCLC 462351204
- Orgel skola [„Orgelschule“], Verbum, 1997 OCLC 223828905

## Einspielungen
- The unique reconstructed 1724 Cahman Organ in the Kristine Church, Falun, Sweden. BIS, 1983.
- Orglarna i Kristine kyrka – Mats Åberg spelar J S Bach [„Orgeln in der Kristinenkiche – Mats Åberg spielt J. S. Bach“]. Oak Grove CD, 2003.
- Hill-orgeln i Stora Kopparbergs kyrka – invigning & tre konserter ... Oak Grove CD, 2006.